# Odnowa Kościoła i świata
Odnowa Kościoła i świata. Refleksje soborowe – pośmiertne wydanie 66 pism pastoralnych abp. Karola Wojtyły z lat 1962–1966 dotyczących Soboru Watykańskiego II. Pierwsza i druga edycja ukazały się staraniem Fundacji Jana Pawła II, Ośrodka Dokumentacji i Studium Pontyfikatu w Rzymie.
Zebrania rozproszonych kazań i przemówień abpa Karola Wojtyły dokonał Andrzej Dobrzyński, słowo wprowadzające napisał kardynał Stanisław Dziwisz, sekretarz i kapelan arcybiskupa metropolity krakowskiego w latach 1966–1978. Zdaniem kardynała zbiór pism to ważne studium, by poznać, jakimi sposobami metropolita krakowski wprowadzał nauczanie Soboru w życie swojej archidiecezji. Zadanie to kontynuował jako papież podczas pontyfikatu.
Spora część z zawartych w książce homilii i konferencji została opublikowana po raz pierwszy. Część niepublikowanych dotychczas tekstów przechowuje Ośrodek Dokumentacji i Studium Pontyfikatu Jana Pawła II w Rzymie (m.in. sygn. 6/62). 
W opinii ks. Andrzeja Dobrzyńskiego:

Karol Wojtyła uczestniczył w Vaticanum II od pierwszego do ostatniego dnia jego trwania, a więc od 11 października 1962 do 8 grudnia 1965 (…) Część zamieszczonych wystąpień została już wcześniej opublikowana, jednak wiele tekstów dopiero teraz ujrzało światło dzienne. Biorąc pod uwagę obostrzenia cenzury w epoce komunizmu, w pracy redakcyjnej porównywano teksty opublikowane z archiwalnymi, by w miarę potrzeby uwzględnić pełną myśl Autora. (…) Niespełna pół wieku od tamtych wydarzeń problematyka związana z realizacją postanowień Soboru Watykańskiego II jest nadal aktualna i niekiedy wzbudza gorącą polemikę.